# واکنش ریتر
واکنش ریتر(به انگلیسی: Ritter reaction) یک واکنش شیمیایی است که طی آن یک نیتریل با استفاده از واکنشگرهای  آلکیله کننده الکترون‌دوست مختلف، به N-آلکیل آمید تبدیل می‌شود. واکنش اصلی با استفاده از یک آلکن در حضور یک اسید قوی، عامل آلکیله کننده را تشکیل می‌دهد.